# Hymenophyllum subrigidum
Hymenophyllum subrigidum là một loài thực vật có mạch trong họ Hymenophyllaceae. Loài này được H. Christ miêu tả khoa học đầu tiên năm 1905.